# Santuari de la Verge d'Arrate
El Santuari de la Verge d'Arrate està situat al mont Arrate, a 556m d'altitud sobre la ciutat d'Eibar (Guipúscoa), al País Basc. La seva estructura actual data del segle xvii i alberga una imatge gòtica, datada al segle xiv, i diversos llenços del pintor Ignacio Zuloaga. Als voltants del santuari es localitzen altres estructures pertanyents al complex turístic de la muntanya. Va ser declarat de Bé d'Interès Cultural el 17 d'octubre de 1997.

## El Santuari
Antigament era un dels punts de descans dels pelegrins que recorrien el Camí de Sant Jaume. Les primeres notícies del santuari daten de 1498, i es localitzen en documentació referent a les muntanyes comunals de la zona, en la qual es fa al·lusió a la Verge d'Arrate. Actualment està convertit en santuari i l'estructura que presenta pertany al segle xvii. Consta d'una sola nau rectangular, amb una volta enteixinada de fusta, de la qual penja un exvot mariner en forma de petit vaixell. Tanca la nau una reixa de ferro, d'estil barroc.
A l'interior es pot contemplar l'altar major, emmarcat per quatre columnes salomòniques i presidit per la Verge d'Arrate, d'estil gòtic, que pertany a principis del segle xiv. A banda i banda de la imatge se situen quatre llenços del pintor eibarrés Ignacio Zuloaga, que van ser donats per l'autor. Sobre la verge, i coronant el conjunt, es troba una pintura mural d'estil renaixentista, presentada com a fons d'un Crist crucificat.

## La Verge d'Arrate

### La llegenda
Com en el cas d'altres advocacions marianes, la Mare de Déu d'Arrate posseeix la seva pròpia llegenda. Segons aquesta, es va aparèixer a un pastor i els habitants van decidir erigir una basílica en el seu honor. Per la situació geogràfica de la muntanya, allunyat del nucli urbà, es va decidir construir l'església en Azitain, un lloc més apropiat, però quan havien començat les obres, una nit la Mare de Déu es va aparèixer en forma d'àngel i va traslladar tots els materials de construcció des d'Azitain fins Arrate, ajudada per uns bous i fent tres parades durant el camí, coneguts com els Passos de la Verge d'Arrate, que actualment estan assenyalats amb tres creus del terme petites. La mateixa llegenda narra que una dona va escoltar sorolls aquella nit, i va veure una llum resplendent, i va voler veure a través del pany de casa el que passava: va veure a la verge traslladar el material de l'obra, i la seva curiositat li va costar la vista d'aquell ull.
La llegenda del transport del material de la construcció de les esglésies marianes és molt comuna al País Basc i tenen ralació amb la deessa Mari i altres ritus precristians.

### Descripció

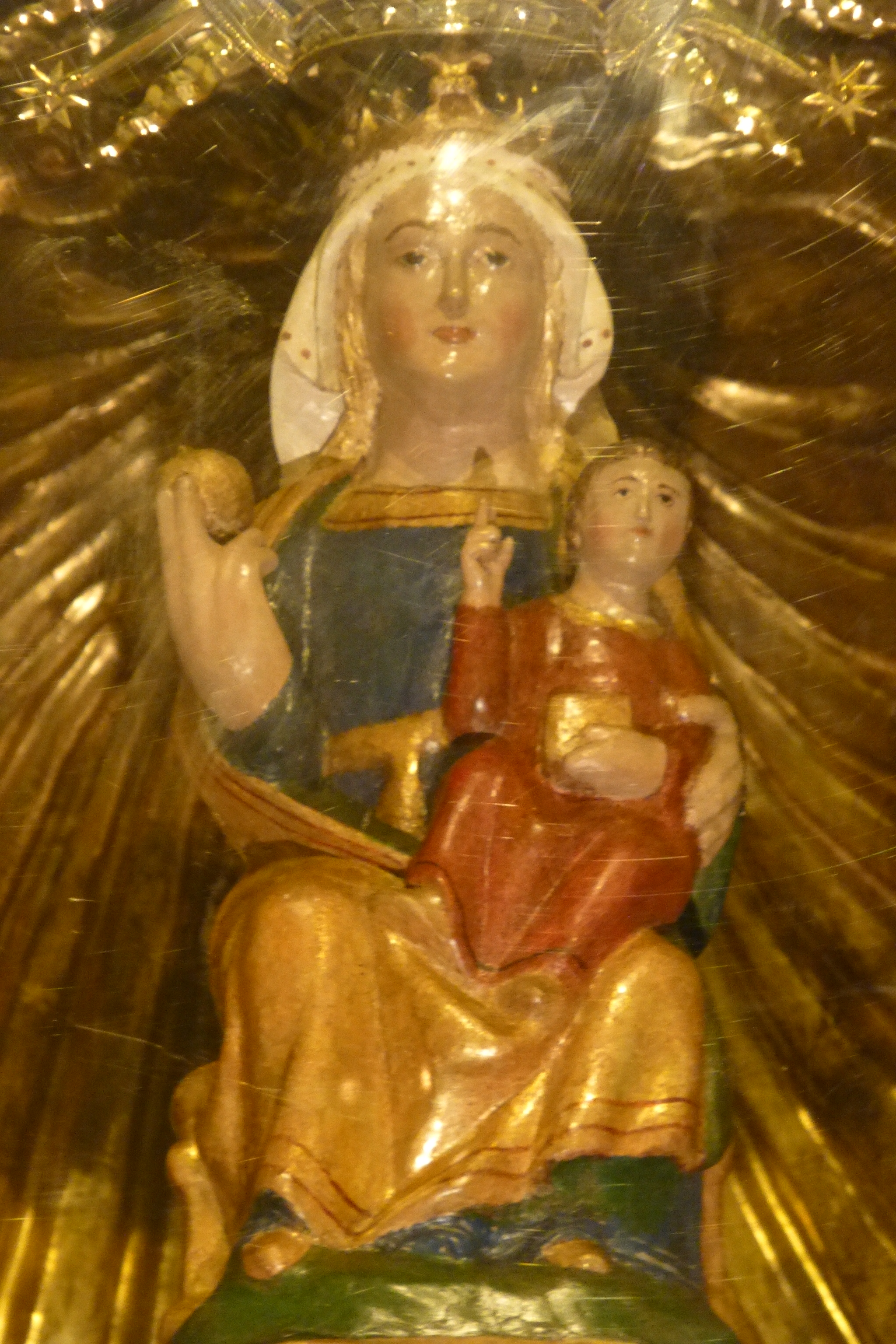
Imatge de la Verge d'Arrate

La imatge data de finals del segle xiii o principis del xiv, pel que està realitzada durant la transició del romànic al gòtic, i és l'única imatge anterior al segle xvi que porta l'advocació de la Immaculada Concepció.
Es tracta d'una talla de fusta policromada que presenta a la Mare de Déu amb un nen assegut sobre la seva falda que porta un llibre a la mà dreta, mentre que amb l'esquerra beneeix. La Verge conté en la seva mà dreta un fruit, i la talla presenta un buidatge a la part posterior. A partir del segle xviii, amb la moda de vestir les imatges, la talla va ser alterada, canviant la posició del nen i la mà dreta de la imatge.
A finals de l'any 2007, i a causa del deteriorament que patia la peça (principalment la seva policromia), va ser restaurada per complet a càrrec de l'Ajuntament d'Eibar, i va ser presentada novament al públic el 2 de maig de 2008. El treball va ser realitzat per Carmen Martín a la localitat d'Arrasate, i tot i que no es va poder recuperar la policromia original es va dur a terme un procés de reintegració cromàtica i protecció de les restes de pintura. També es va treballar en la consolidació del suport i altres elements solts o mal col·locats, així com en la neteja i eliminació de repintats posteriors.

### Festa i devoció
La devoció a aquesta imatge està molt estesa per tot el País Basc, i a la seva ciutat, Eibar, la seva celebració és tot un acte social i multitudinari. S'estima que la veneració a la Verge d'Arrate, que evoca el misteri de la Puríssima, es realitza des de la segona meitat del segle xiii.

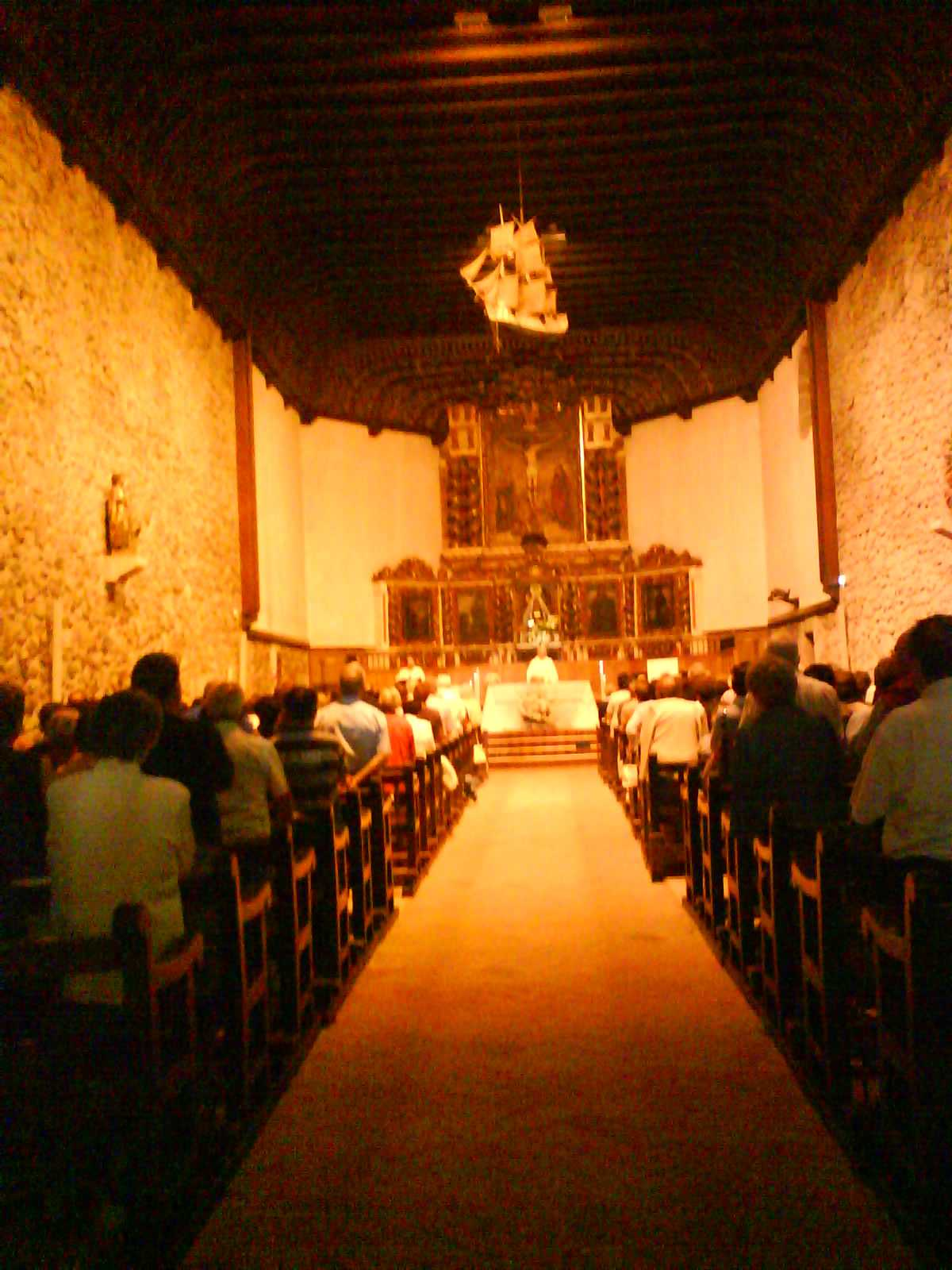
Missa a l'interior del Santuari de la Verge d'Arrate

Primitivament la seva festa se celebrava el 8 de desembre, però ja en 1563, el papa Pius IV va concedir a la Confraria de la Concepció de la Mare de Déu d'Arrate poder per traslladar la festa en honor de la verge al 8 de setembre, data en què se celebra actualment. El programa de festes inclou, a més dels actes religiosos, concerts de rock, concursos de balls típics, proves d'esport rural basc, ostentació de danses basques, concursos de bersolaris, etc. El cap de setmana següent es realitza la repetició de festes. L'afluència de gent sol ser molt alta.
En 1927 i amb motiu de la creació de la primera associació dels txistularis, la imatge és nomenada la seva patrona. Un any més tard, el 25 d'abril, Pius XI proclama a la verge patrona d'Éibar, i a l'any següent es va decretar la seva coronació canònica. També és considerada patrona d'Elgoibar.
L'himne en el seu honor diu:
| « | En basc: Arrateko Ama, gure zaindari onena gure herri dana hartu eta zaindu, Ama. Zure semeak eskerrak iritsi dagiguz danok zerura juan gaitezen, Ama, egizu. | En català: Mare d'Arrate, la nostra millor cuidadora agafa a tot el nostre poble i cuida'l, Mare. Els teus fills et donem gràcies fes per que tots anem al Cel, Mare fes-ho. (Música de J.B. Gisasola) | » |

La corona que fa servir habitualment la imatge va ser donada el 1548 i en la nau hi ha un exvot mariner de 1798.

## L'hostatgeria
Des de 1508 va funcionar en Eibar un hospital de pelegrins que usava el nom de «Confraria de Nostra Senyora de Arrate». Adossat al temple hi va haver una hostatgeria on també es atenia als pelegrins que anaven camí de Sant Jaume. Després de la desamortització de Mendizábal va deixar de ser hostatgeria per a convertir-se en caseriu particular amb el nom de Partxua.
A partir de 2014, Arrate és un reconegut lloc de lleure i això fa que compti amb tres establiments que atenen aquest ram: 
- el restaurant Kantabria, lloc important de noces, situat a 30 metres del Santuari baixant una mica la carretera;
- l'anomenat Tir-Colomí, per trobar-hi un camp dedicat a aquesta competició, amb restaurant i bar, una mica més avall;
- l'hotel Krabelin, situat a 100 metres al davant del Santuari una mica en alt després de passar les denominades campes d'Arrate.